# Церква Різдва Пресвятої Богородиці (Білогорща)
Це́рква Різдва́ Пресвято́ї Богоро́диці — чинний храм Православної церкви України у місцевості Білогорща міста Львова.

## Історія
Святиня збудована у 1911—1913 роках з ініціативи настоятеля парафії о. Губерта Вегмана коштом місцевих влади та вірян на Білогорщі філіальну неоготичну муровану святиню. Посвячена каплиця 13 червня 1919 році під титулом Святого Антонія Падуанського. У 1937 році парафіяльний костел відновлений та розбудований, придбано новий неоготичний вівтар та інше костельне майном, того ж року став парафіяльним костелом до складу якого увійшла парафія села Рудне. Греко-католицьке населення Білогорщі до початку другої світової війни належало до парафії церкви Воздвиження Чесного Хреста Господнього у Рудному, а римо-католики — до парафії костелу Святої Катерини у Зимній Воді.
У 1943 році німецька влада реквізувала три дзвони, придбані ще 1934 року. 13 вересня 1945 року парох о. Чеслав Тузінкевич спільно з більшістю вірян римо-католиків виїхали до Польщі, на їх місце до Білогорщі прибули переселенці із Закерзоння. Костел було зачинено, а у 1960-х роках розібране церковне приладдя. На початку 1990-х років він був перетворений на православну церкву Різдва Пресвятої Богородиці (УАПЦ), нині церква належить до Православної церкви України.

## Опис
Церква розташована в місцевості Білогорща, яка до 1978 року був окремим підміським селом, заснованим 1423 року на землях, подарованих Львову ще 1356 року. Білогорща залишалася у власності міста до початку XX століття. Головний фасад і вхід влаштовані з півдня, на півночі від храму зростає ліс. Храм споруджено в стилі «провінційної неоготики» з високою шпилястою вежею над входом. Після набуття Україною Незалежності храм перебудували, колишній шпилі на вежі замінили на бані, також набудували невеликі бані внизу спільного даху.

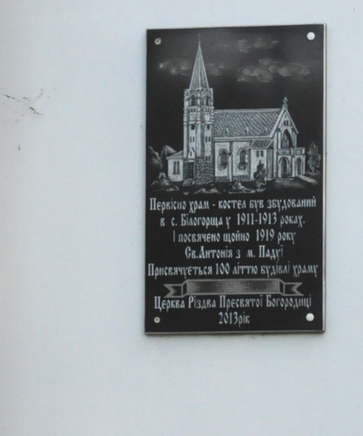
Пам'ятна таблиця до 100-ліття побудови церкви Різдва Пресвятої Богородиці (встановлена у 2013 році)
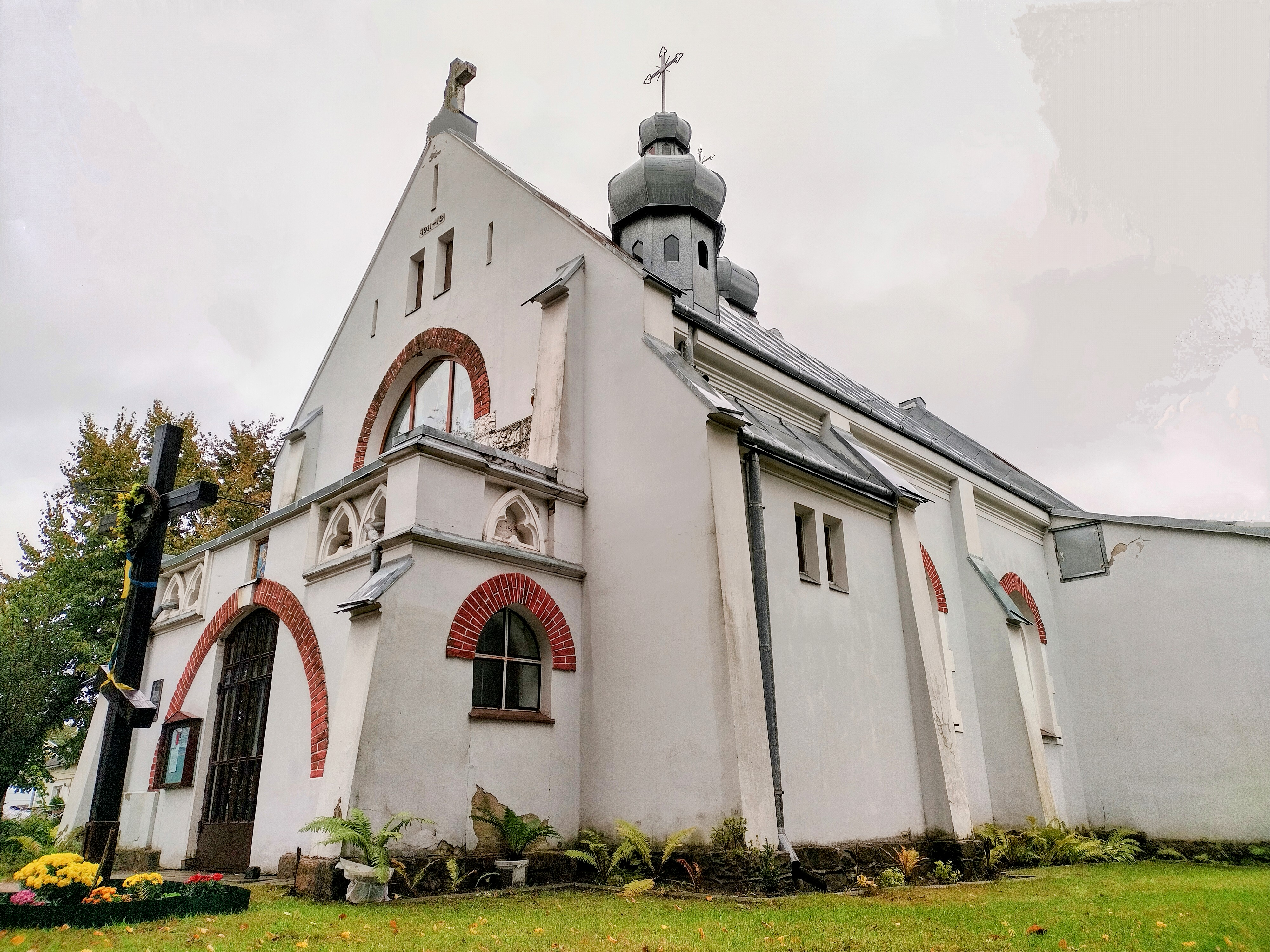
Кутовий вигляд церкви

## Настоятелі
- 1990—1998 — о. Йосип Стегній[4];
- 1998—2006 — о. Стефан Сороківський;
- від 2006 — о. Юрій Затварський.